# Fiorentino
Fiorentino je jedno z 9 měst (italsky: castelli) v San Marinu. Ve městě žije 2 526 obyvatel.

## Geografie
Město hraničí se sanmarinskými městy Chiesanuova, San Marino, Borgo Maggiore, Faetano a Montegiardino a italskými městy Monte Grimano a Sassofeltrio.

## Obce
Součástí území města jsou i tyto 3 obce (italsky: curazie):
- Capanne
- Crociale
- Pianacci

## Galerie

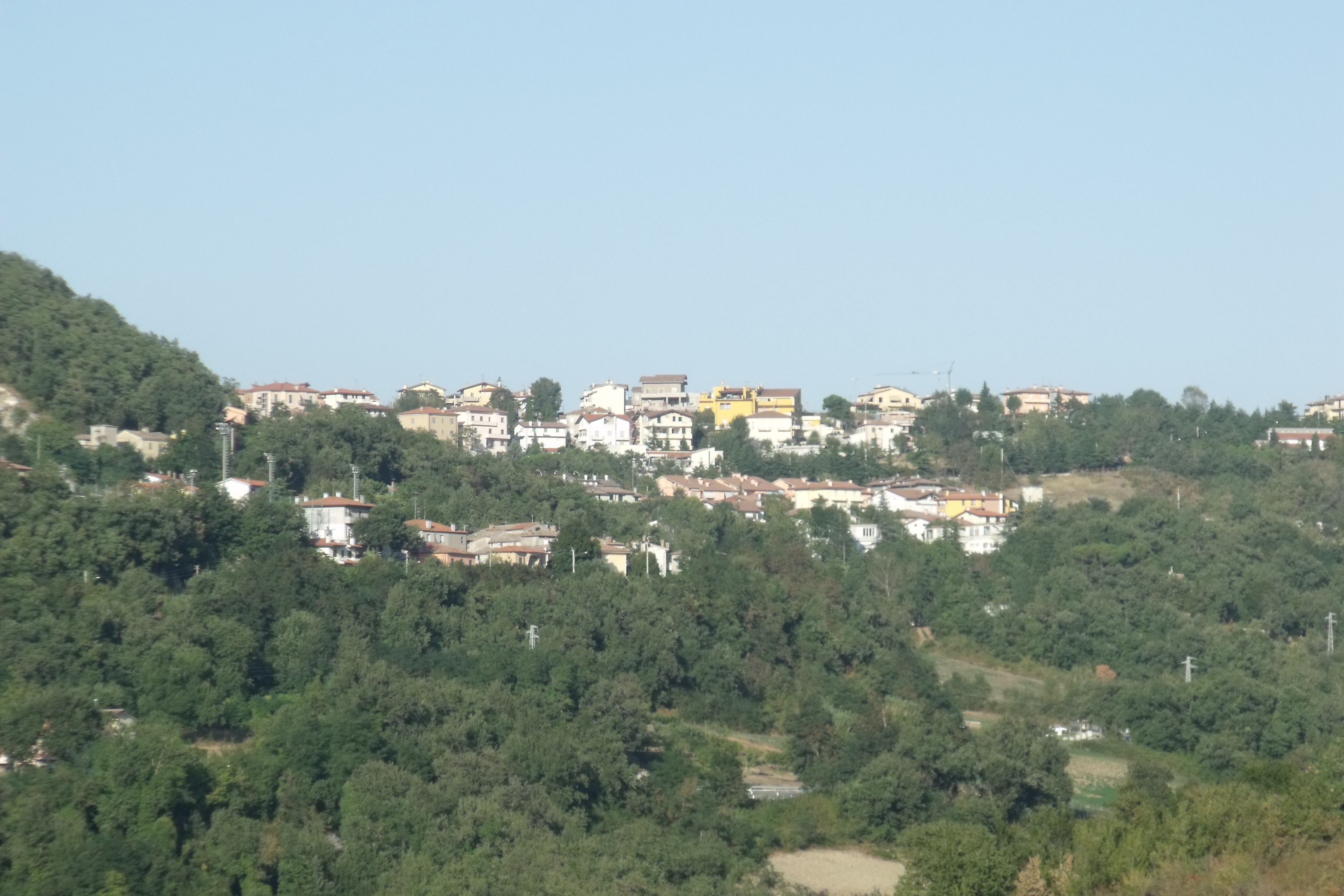
Panorama
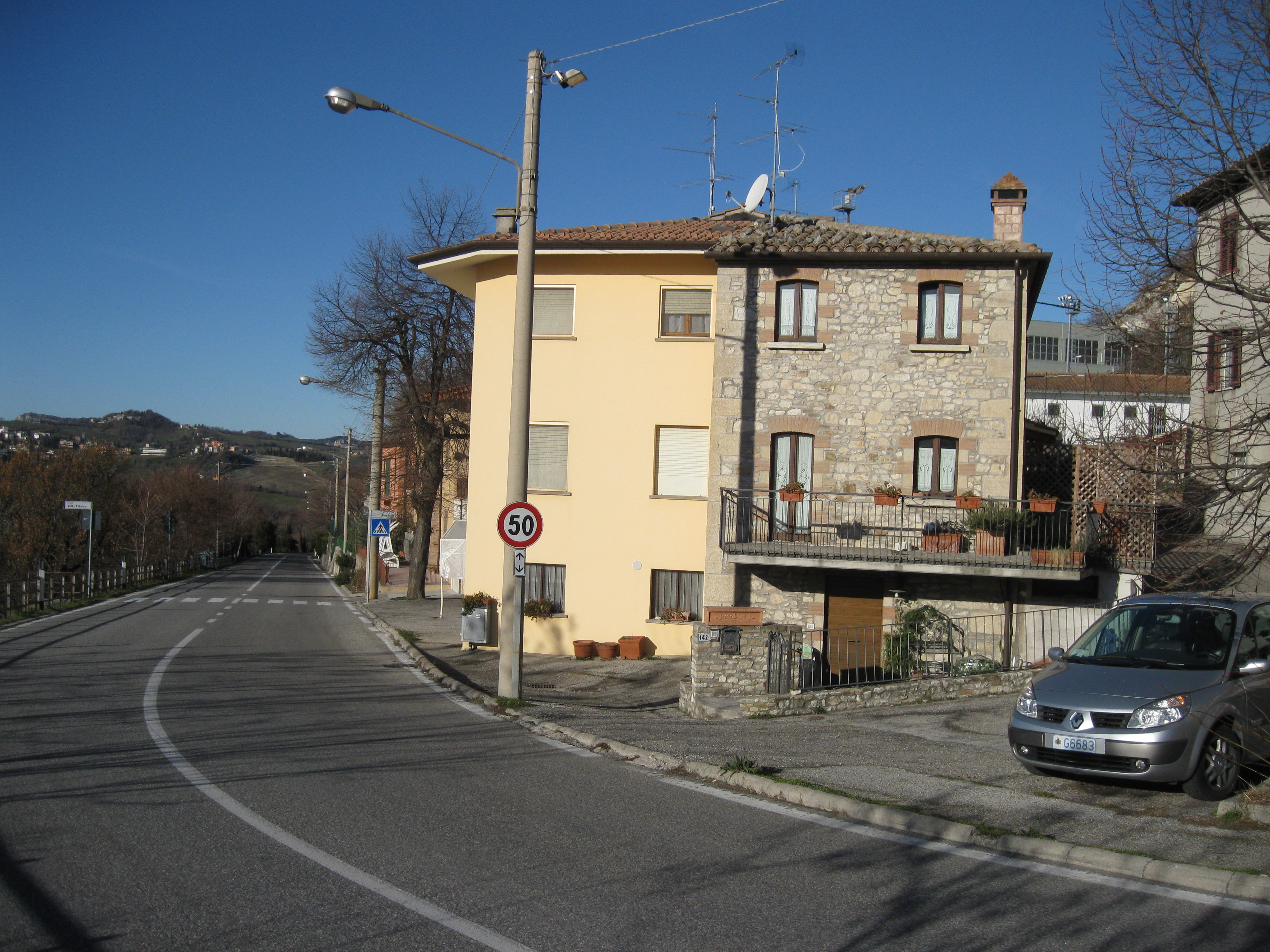
Ulice ve Fiorentinu
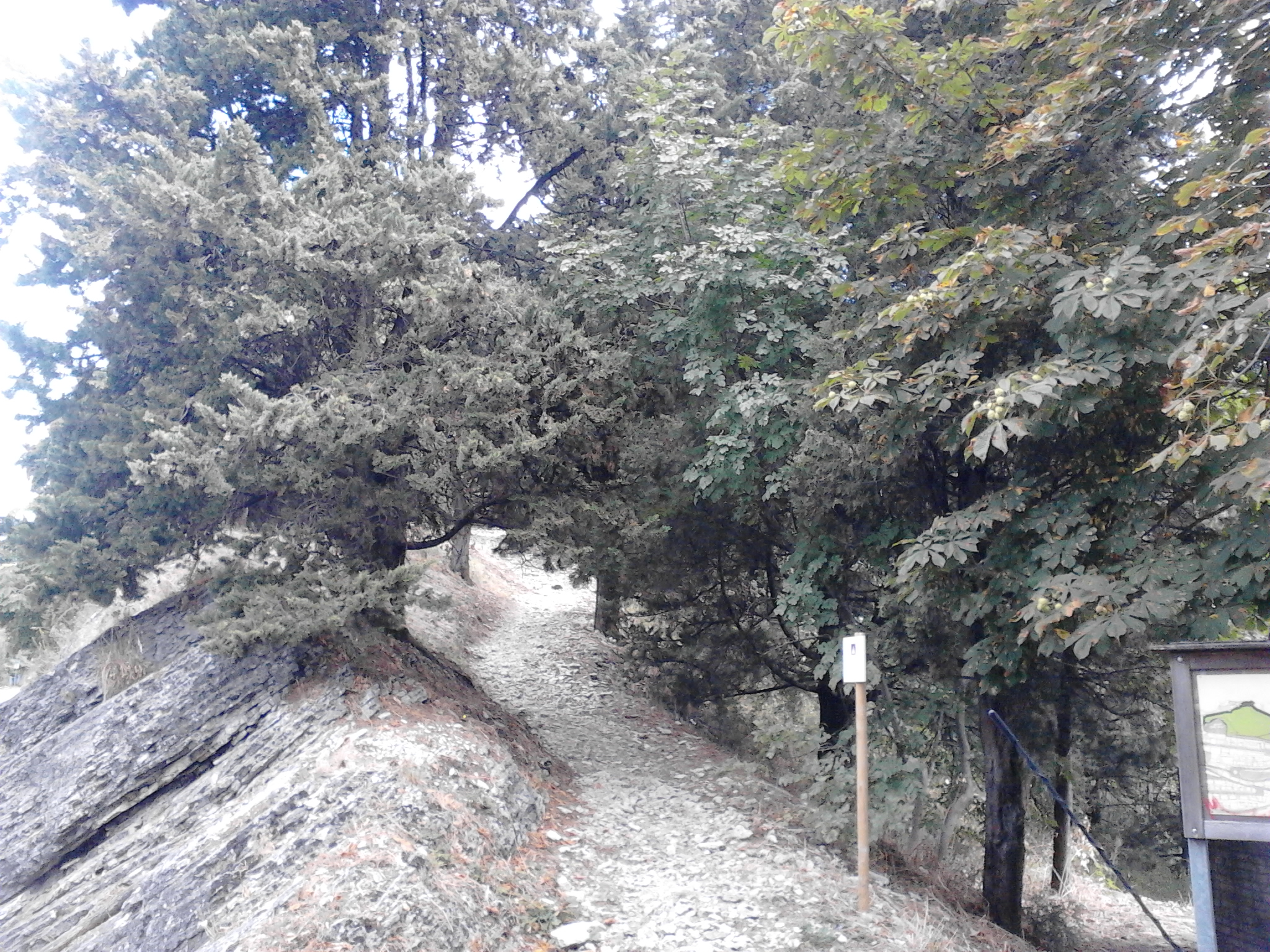
Městský park